# 阿藤快
阿藤 快（あとう かい、、1946年〈昭和21年〉11月14日 - 2015年〈平成27年〉11月14日）は、日本の俳優・タレントである。神奈川県小田原市出身。東京都立大学法学部法律学科（二部）卒業。劇団俳優座、舞プロモーションを経て、 ボニート合同会社（Bonito LLC）に所属していた。血液型A型。本名は阿藤 公一（あとう こういち）。旧芸名は阿藤 海（読み同じ）。

## 来歴
中学時代は野球に熱中していた。神奈川県立西湘高等学校に入学するが、高校に野球部がなかったため2年時に退学。その後、野球部名門校の編入試験を受験するも不合格になり、西湘高校へ復学。卒業後は、東京都立大学法学部法律学科（二部）に合格し、入学。
学生時代は弁護士を志し司法試験の勉強に勤しむが、2年時にドイツ語の単位が足りず断念。
大学卒業後、劇団俳優座の舞台部に加入。後に原田芳雄の薫陶を受けたことと中村敦夫の誘いをきっかけに役者を目指すようになった。原田が出演した映画・ドラマに起用されることが多く、原田を兄事してその交流は原田逝去まで続いた。他にも高倉健と共演する機会も多かった。
その後、原田、中村、市原悦子、地井武男ら、いわゆる俳優座造反組と呼ばれるグループと退座。約10年余は悪役や端役として俳優活動を続けていた。1988年、『教師びんびん物語』に主人公・徳川龍之介（演:田原俊彦）の上司である教頭・御前崎マキオ役でレギュラー出演し、お茶の間の人気を獲得。
ドラマ出演等の俳優活動に加え、グルメ番組でのリポーター役・旅番組での案内役を担当。特に「なんだかなー」の名ゼリフは頻繁にモノマネに起用されるなど、有名である（ちなみに 「なんだかなー」は、険悪な現場を和ませるために言うようになったもので、料理がまずい際に言う言葉ではない）。コージー冨田がモノマネで笑わせるのは誤解だ、とも本人は語っていた。一方でコージー自身のモノマネに対しては「そっくりだった!」と大絶賛しており、モノマネをさせることには寛容だった。
上記のような気さくで謙虚な人柄から「芸能界で最もいい人」や「裏表のない芸能人」として名前が挙がることもある（実際、タモリらからも「芸能界一イイ人」と評されていた）。
食べ物でむせにくい芸能人としても重宝され、彦摩呂らグルメリポーター界からも一目置かれていた。
2001年11月14日に芸名を阿藤海から阿藤快へ改名。
2002年、出身地である小田原市の小田原ふるさと大使に就任。その縁で北條五代祭りでは北条早雲に扮してパレードに参加している。また小田原市が主催する小田原映画祭の実行委員を第1回（2005年）より務めており、第2回（2007年）から実行委員長も務めていた。
2015年11月15日、仕事先に姿を見せなかったため、午後2時頃に所属事務所スタッフと家族が自宅を訪ねたところ、ベッドに横たわって亡くなっているのが発見された。発見時より病死とみられ、その後、胸部大動脈瘤破裂が正式な死因とされた。69歳没。生没同日であった。
ゲスト出演した『総合診療医ドクターG』第7回「腹がひどく痛む」（NHK総合）は2015年12月3日に予定通り放送され、収録日（2015年9月20日）を示すテロップが番組冒頭と途中に、阿藤へ哀悼の意を示すテロップが番組最後にそれぞれ画面上部に表示され、生前の元気な姿が放送された。偶然にもこの回の放送では阿藤の死因となった大動脈瘤破裂も取り上げられていた。

## 人物
- 座右の銘は「一日一生」。
- 長年煙草を1日に平均2箱から4箱吸っていたが、2014年に禁煙。
- 競馬研究を熱心にする競馬ファンであり、それが高じて競馬の関連書籍も執筆している。関西テレビのバラエティー番組『たかじん胸いっぱい』にゲスト出演した際、同局のアナウンサー馬場鉄志に数々のGIレースの実況を再現してもらい、感激していた。
- 学生時代は干物屋でアルバイトをしていた（後年、『静岡発そこ知り』でその店と主人を訪れた）。
- 雑誌の取材にてインタビューした姓名判断士の助言により、「海」より「快」に改名。女優の加藤あいと名前が似ている（アナグラム。より正確には「スプーナリズム」。「語音転換」の項参照）ことから、『タモリ倶楽部』で加藤の写真集『24人の加藤あい』に対抗した『24人の阿藤海』という企画が作られた際、この放送より阿藤「快」としての活動を開始した。
- 公式サイトを2004年にリニューアルした後、公式の競馬ブログ開設や、長年の経験を生かした旅とグルメのサイト「阿藤快、旅、一生…」を開設するなど、ネット上の活動も盛んに行った。なお、公式HPのBBSでは、本人によるレスが付けられることもあった。
- テレビ番組や映画への出演のほか、『ぶらり途中下車の旅』の旅人役が特に有名。2008年1月28日放送の『ヤッターマン』（読売テレビ）にて、『ぶらり途中下車の旅』のナレーションを担当している滝口順平が演じるドクロベエから「おやおや阿藤さん、今日はどちらへ?…」というセリフが登場する。芸能人のゲスト出演が多い同作において、名前だけの出演を果たした例である。
- 下積み時代が長く『太陽にほえろ!』『西部警察』などの刑事ドラマや時代劇の悪役俳優として多くの出演がある。また、日活ロマンポルノにも幾度か出演しており、中でも『赫い髪の女』の演技は評価が高い。
- 名取裕子とは彼女のTVドラマデビュー作品で共演して以来、同じ神奈川県出身ということもあって兄妹のような付き合いを続けていた。阿藤は旅番組で訪れた各地の名産品を名取に贈り、名取からはそのお返しに毎年ユニークで変わった柄の浴衣を贈られていたという。
- 柳沢慎吾は小学校と中学校の後輩で、家族ぐるみでの交際があったといい、『真夏の刑事』で共演した[9]。
- 実妹によると阿藤は幕末の志士として名高い坂本龍馬を敬愛しており、「俺も坂本龍馬のように死にたい」と生前によく語っていたことを明かしている[10]。尚、先述の様に阿藤は生没同日だが、坂本龍馬も生没同日であるので阿藤の願いは叶ったといえる[注 2]。

## 出演

### テレビドラマ
- 木枯し紋次郎 第2部（CX / C.A.L）
  - 第3話「水車は夕映えに軋んだ」（1972年） - 吉兵衛
  - 第8話「獣道に涙を棄てた」（1973年）- 烏の源蔵
- 太陽にほえろ!（NTV / 東宝）
  - 第60話「新宿に朝は来るけれど」（1973年） - 新宿のヒッピー
  - 第155話「家族」（1975年） - 上岡一郎
  - 第212話「情報」（1976年） - 森岡
  - 第225話「疑惑」（1976年） - 黒沢
  - 第308話「新しき家族」（1978年） - 牧野亮介
  - 第502話「癖」（1982年） - 小西英昭 / 成田靖（一人二役）
  - 太陽にほえろ!PART2 第11話「神戸・愛の暴走」（1987年） - 片倉恒男
- 荒野の素浪人 第2シリーズ 第11話「地獄の沙汰」（1974年、NET / 三船プロ） - 油屋一家の子分
- ウルトラマンレオ 第28話「帰ってきたひげ船長!」（1974年、TBS / 円谷プロ） - 漁師
- おしどり右京捕物車 第16話「闇」（1974年、ABC / 松竹） - 袈裟三
- 長崎犯科帳 - 20話 怪談唐人屋敷
- 斬り抜ける（ABC / 松竹）
  - 第3話「お札くずれ」（1974年） - 荒谷庄兵衛
  - 第18話「死地突入」（1975年） - 佐平
- 座頭市物語 第13話「潮風に舞った千両くじ」（1975年、CX / 勝プロ） - 岩松
- 傷だらけの天使 第19話「街の灯に桜貝の夢を」（1975年、NTV / 東宝） - ヒモ
- 俺たちの勲章 第1話「射殺」（1975年、NTV / 東宝）
- 大江戸捜査網（12ch / 三船プロ）
  - 第183話「観音像を奪回せよ」（1975年）
  - 第190話「傷だらけの十手」（1975年）
  - 第236話「殺しの陰謀」（1976年） - 御尋者
  - 第260話「理由なき殺人」（1976年） - 阿部要之進
  - 第378話「怪盗組織の罠を暴け」（1979年）
- 剣と風と子守唄 第22話「鬼が惚れた鬼」（1975年、NTV / 三船プロ） - 野州
- 必殺シリーズ（ABC / 松竹）
  - 必殺仕置屋稼業 第20話「一筆啓上手練が見えた」（1975年） - 四天王
  - 必殺仕業人 第11話「あんたこの根性をどう思う」（1976年） - 粂八
  - 必殺からくり人・血風編 第4話「大奥の天下に挑む紅い声」（1976年） - 勘八
  - 新・必殺仕置人 第1話「問答無用」（1977年） - 次郎次
  - 必殺からくり人・富嶽百景殺し旅 第5話「本所立川」（1978年） - 用心棒
  - 翔べ! 必殺うらごろし 第6話「男にかけた情念で少女は女郎に化身した」（1978年） - 仁平
  - 必殺仕事人 第82話「激闘技地獄道暴れ斬り」（1981年） - 夜嵐銀平
  - 必殺仕切人 第8話「もしも密林の王者が江戸に現れたら」（1984年） - 他左
- 夜明けの刑事 第57話「相対死した娘の謎!!」（1976年、TBS / 大映テレビ） - 平山
- 非情のライセンス 第2シリーズ 第93話「兇悪のM16自動小銃」（1976年、NET / 東映） - 傭兵部隊の男
- 白い秘密 第8話「さよなら!! 涙の海」（1976年、TBS / 松竹） - 大型トラック運転手
- 大都会 PARTII（NTV / 石原プロ）
  - 第6話「傷だらけの逃走」（1977年） - 上松組組員
  - 第45話「白昼の市街戦」（1978年） - 伊藤
- 快傑ズバット 第19話「悲恋 破られたラブレター」（1977年、12ch / 東映） - セントデビル（声は渡部猛が担当）
- あにき（1977年、TBS） - 田代勇
- 明日の刑事 第9話「花嫁はなぜ自殺した?」（1977年、TBS / 大映テレビ）
- 江戸特捜指令 第22話「唐拳!危うし遊び人奉行」（1977年、MBS / 三船プロ） - 才次
- 大追跡（1978年、NTV / 東宝）
  - 第1話「ハイエナが集まった」 - 浦浜署刑事
  - 第20話「日の丸愚連隊」 - 北浜署刑事
  - 第26話「サヨナラは銃弾で…」 - 筒井
- 特捜最前線（1978年、ANB / 東映）
  - 第54話「ナーンチャッテおじさんがいた!」
  - 第75話「面影・密告してきた女!」
- 水戸黄門（TBS / C.A.L）
  - 第9部 第8話「荒野の襲撃 -三戸-」（1978年9月25日） - 毛馬内弥十郎
  - 第30部 第25話「父は子を、子は父を -高松-」（2002年7月1日） - 田宮勘左衛門
  - 第33部 第17話「愛を救った職人魂 -山中-」（2004年8月16日） - 庄五郎
  - 第43部 第5話「女スリがさがした秘密 -三島-」（2011年8月1日） - 佐伯新左衛門
- 大空港 （CX / 松竹）
  - 第4話「パリ－東京戦慄の20時間」（1978年）
  - 第35話「衝撃の無差別殺人!」（1979年） - 野口
- 破れ新九郎 第19話「無惨、狙われた百姓妻」（1979年、ANB / 中村プロ）
- 遠山の金さん 第2シリーズ 第8話「女が渡った泪橋」（1979年、ANB / 東映） - 源七
- 同心部屋御用帳 江戸の旋風（第4シリーズ） 第24話「兄ちゃんがくれた風車」（1979年、CX / 東宝） - 大場
- 俺たちは天使だ! 第6話「運が良ければ痛み分け」（1979年、NTV / 東宝） - 大滝の側近
- ザ・スーパーガール 第8話「女を襲う黒い影を追え」（1979年、12ch / 東映）
- 熱中時代・刑事編 第13話「新婚旅行で大手柄」（1979年、NTV） - 円山
- 西部警察シリーズ（ANB / 石原プロ）
  - 西部警察
    - 第12話「ビッグバッド・ママ」（1979年） - 飯島一郎
    - 第75話「平尾一兵、危機一髪」（1981年） - 新田良造
    - 第102話「兇銃44オート・マグ」（1981年） - 笠松登
    - 第126話「また逢う日まで」（1982年） - 黒木四郎

  - 西部警察 PART-II 第34話「トリック・ジャック」（1983年） - 牛原常次
- 87分署シリーズ・裸の街（1980年、CX / 松竹）
- 痛快!ピッカピカ社員（1980年、NTV） - 青野大作
- ザ・ハングマンシリーズ（ABC / 松竹芸能）
  - ザ・ハングマン 第17話「地獄へ送る世紀の大魔術」（1981年） - パピー（ゲイバー「葡萄屋」のママ）
  - ザ・ハングマン6 第7話「激突! ハングマンVSテレビゲーム」（1987年） - 五十嵐（銀竜会顧問弁護士）
- 部長刑事（1981年、ABC） - 爆弾犯
- プロハンター 第14話「殺しは別れの挨拶」（1981年、NTV / セントラル・アーツ）
- 江戸の用心棒 第6話「胸さわぎ」（1981年、CX / 東宝 / 映像京都）
- 闇を斬れ 第23話「顔を焼かれた女」（1981年、KTV / 松竹） - 岡部忠兵衛
- 時代劇スペシャル 日本犯科帳・隠密奉行（1981年、CX / 東映） - 僧兵
- Gメンシリーズ（TBS / 東映→近藤照男プロ）
  - Gメン'75
    - 第317話「女の裏窓24時間」、第318話「女の裏窓24時間 PART2」（1981年） - 赤木則男
    - 第332話「原宿・六本木の女を襲う男」（1981年） - 平野竜夫
    - 第355話「サヨナラGメン'75 また逢う日まで」（1982年） - 鬼頭

  - Gメン'82
    - 第7話「指の無いサンタクロース」（1982年） - 吉松金吾
    - 第14話「香港の女必殺拳」（1983年） - 蔡剣雲
- 影の軍団II 第19話「大追跡! 雪は知っていた!」（1982年、KTV / 東映） - 諸口道元
- 女捜査官シリーズ（ABC / テレパック）
  - 女捜査官 第1話「新米デカ長は処女の香り」（1982年）
  - 新・女捜査官 最終話「ライフル魔に監禁された料理教室の女達」（1983年）
- 鬼平犯科帳 第3シリーズ 第19話「はさみ撃ち」（1982年、ANB） - 七之助
- 噂の刑事トミーとマツ 第2シリーズ 第21話「敵は脱獄犯! トミマツ死の珍道中」（1982年、TBS / 大映テレビ）
- 女かじき特急便（1982年、NTV）
- セーラー服と機関銃（1982年、CX）
- 胸キュン探偵団（1983年、TBS） - 時田夢次郎
- 眠狂四郎無頼控 第8話「悪魔儀式いけにえの女」（1983年、TX / 歌舞伎座テレビ） - 呂宋十兵衛
- 3年B組金八先生 スペシャル2「イレ墨をした教え子」（1983年、TBS） - 倉沢
- 大奥 第37話「さらば! 田園交響楽」（1983年、KTV / 東映） - 浜島庄兵衛
- 卒業 (1984年、NTV)
- 弐十手物語（1984年、CX / 東映）
- スーパーポリス 第7話「危機一髪! うちの女房にかぎって!」（1985年、TBS / 東映）
- 私鉄沿線97分署 第32話「止まるな! トラック野郎!!」（1985年、ANB / 国際放映） - ツトム
- 誇りの報酬 第18話「真昼の挑戦者」（1986年、NTV / 東宝） - 佐川
- 水曜ドラマスペシャル 恋人たちのいた場所（1986年3月26日、TBS） - 吉岡
- 木曜ドラマストリート（1986年、CX）
  - 一日だけの殺し屋
  - 放課後
- 京都かるがも病院 第6話「えっ! そんなことをするの」（1986年、ANB / 東映） - 秋山登
- 傑作時代劇 「へそまがり新左 嫁姑、婿とり合戦」（1987年）
- 窓を開けますか?（1988年、CX） - 八代
- NEWジャングル（1988年、NTV / 東宝） - 岩田竜夫（警察寮長）
- びんびんシリーズ（CX）
  - 教師びんびん物語（1988年） - 御前崎マキオ（教頭）
  - 教師びんびん物語II（1989年） - 長曽我部権三
- 明日に向かって走れ!（1989年、CX / 大映テレビ）
- 火曜サスペンス劇場（NTV）
  - 朝まで待てない（1983年5月3日）
  - 女検事・霞夕子 第4作「美しき容疑者」（1987年） - 川島
  - 過去からの声（1988年7月）
  - 京都・女性記者シリーズ（1994年 - 1995年） - 川北猛
    - 第1作「京都近江殺人街道」（1994年4月12日）
    - 第2作「京都奈良殺人街道」（1994年8月9日）
    - 第3作「京都塩津殺人街道」（1994年12月6日）
    - 第4作「京都日野殺人街道」（1995年2月28日）
    - 第5作「京都九里半殺人街道」（1995年5月30日）
    - 第6作「京都北陸殺人街道」（1995年12月5日）

  - 検事霧島三郎 第5作「疑惑! 殺意・空き巣が忍びこんだ部屋の窓からのぞき見た隣の家の人妻殺し」（1998年） - 松岡刑事
  - 密告電話（1998年12月8日） - 高田圭介
  - 警視庁鑑識班 第7作「社長射殺事件の凶器はオレの銃・拳銃を奪われた暴対刑事の苦悩と恐怖の10日間」（1999年） - 柏木功
- 木曜劇場 あなたが欲しい（1989年、CX） - 大原善太郎
- ゴリラ・警視庁捜査第8班 第19話「刑事チェンの涙」（1989年、ANB / 石原プロ）
- 土曜グランド劇場 / お父さん（1990年、NTV）
- 金曜ドラマシアター「NASA〜未来から落ちてきた男〜」（1991年8月23日、CX）
- 世にも奇妙な物語（CX）
  - 「殺人者は後悔する」（1990年） - 杉田時雄
  - 「バイパスの夜」（1991年）
  - 「血も涙もない」（1991年）
- 新春ワイド時代劇（TX）
  - 次郎長三国志（1991年） - 桶屋の鬼吉
  - 豊臣秀吉 天下を獲る!（1995年） - 竹阿弥
  - 炎の奉行 大岡越前守（1997年） - 熊吉
  - 壬生義士伝〜新選組でいちばん強かった男〜（2002年） - 服部武雄
- 赤頭巾快刀乱麻（1991年、NHK） - 柳生烈火
- なんだら まんだら（1991年、CX）
- 土曜ワイド劇場（ANB）
  - 尼さん探偵事件帖 第3作「湯けむりの向うに犯人が…! みちのく温泉殺人事件」（1991年）
  - タクシードライバーの推理日誌 第6作「再会した女・湘南-松本 500キロの殺人!?」（1995年） - 丸目平八郎
- 真夏の刑事（1992年、ANB / 東宝） - 河原刑事
- のんのんばあとオレ（1992年、NHK）
- 池中玄太83キロ さよならスペシャル（1992年、NTV） - 徳さん
- 名奉行 遠山の金さん 第5シリーズ 第25話「罠にはまった盗賊夫婦」（1993年、ANB / 東映） - 文吉
- 西遊記（1994年、NTV） - 卜全
- 静かなるドン（1994年、NTV）- 猪首硬四郎
- はぐれ刑事純情派 第7シリーズ 第12話「偽造金券の罠・逃げる妹の婚約者」（1994年、ANB） - 三ッ木利夫
- 江戸の用心棒II（1995年 - 1996年、NTV） - 柳瀬覚之助
- 月曜ドラマスペシャル（TBS）
  - 早乙女千春の添乗報告書（1996年） - 近藤保
    - 第3作「草津湯けむりツアー殺人事件」
    - 第4作「伊豆湯けむりツアー殺人事件」

  - 赤川次郎サスペンス「冠婚葬祭殺人事件」（1997年） - 大貫警部
- '98新春ドラマスペシャル 味いちもんめ「幻の名料亭 VS 料理の達人 雪の函館旅情編」（1998年1月2日、ANB / 東映） - 中谷
- 金曜エンタテイメント / 京都祇園入り婿刑事事件簿 第3作（1998年、CX） - 東龍寺猛
- 救命病棟24時 第1シリーズ 第3話（1999年、CX） - 中野
- 連続テレビ小説 / 私の青空（2000年、NHK）
- ドラマ30 / 君のままで（2000年 - 2001年、TBS）
- 愛の劇場 / うちはステップファミリー（2005年、TBS）
- 金曜ドラマ / 特急田中3号 第5話「どんだけつき合えば友達になれるの?」（2007年、TBS） - 藤井教授
- 週刊真木よう子 第3話「おんな任侠筋子肌」（2008年、TX） - 後藤田
- 土曜ドラマ / 33分探偵 第2話「別荘殺人をもたす」（2008年、CX） - 阿藤快（本人役）
- お米のなみだ（2008年、NHK） - 笹野勘吉
- 警官の血（2009年、EX） - 五十嵐
- 土曜プレミアム / 裁判員制度ドラマスペシャル「サマヨイザクラ」（2009年、CX） - 徳井茂
- 相棒 Season9 第7話「9時から10時まで」（2010年、EX / 東映）
- 大河ドラマ / 江〜姫たちの戦国〜（2011年、NHK）- 大久保忠隣
- テレビ朝日開局55周年記念 黒澤明ドラマスペシャル 野良犬（2012年、EX） - 城北署長
- 京都地検の女 第9シリーズ 第1話（2013年、EX / 東映） - 新庄徳男
- 日曜劇場 / 下町ロケット 第1話（2015年、TBS） - 田辺弁護士
- BARレモン・ハート 第5話（2015年、BSフジ）

### 映画
- 無宿人御子神の丈吉 牙は引き裂いた（1972年、東宝） - 伝三郎
- 喜劇 泥棒大家族 天下を盗る（1972年、東宝） - 大岡明男
- 女囚さそり 第41雑居房（1972年、東映） - 尾形
- 赤い鳥逃げた?（1973年、東宝） - 留置人
- 夕映えに明日は消えた（1973年、東宝） ※未公開作品
- 修羅雪姫（1973年、東宝） - 子分
- 祭りの準備（1975年、ATG） - 良介
- 君よ憤怒の河を渉れ（1976年、大映） - 看護人
- やさぐれ刑事（1976年、松竹）
- 襲う!!（1978年、日活） - 大久保
- 最も危険な遊戯（1978年、東映） - 刑事B
- 野性の証明（1978年、東映） - 平松
- 殺人遊戯（1978年、東映） - 井筒文太
- 赫い髪の女（1979年、にっかつ） - 孝男
- 俺達に墓はない（1979年、東映セントラルフィルム） - 神部
- 蘇える金狼（1979年、東映） - 野坂
- 夜叉ヶ池（1979年、松竹） - 十三塚の骨
- 影武者（1980年、東宝） - 雨宮善二郎
- 野獣死すべし（1980年、東映） - 東条
- ヒポクラテスたち（1980年、ATG） - 神崎靖邦
- 青葉学園物語（1981年、にっかつ児童映画） - 電信工事のおじさん
- 獣たちの熱い眠り（1981年、東映） -鈴木
- 幸福（1981年、東宝） - 蕎麦屋の店主（安田）[11][注 3]
- 駅 STATION（1981年、東宝） - 本庄良介
- 風の歌を聴け（1981年、ATG） - ディスクジョッキー
- 化石の荒野（1982年、東映） - 岩下巡査
- ワイセツ家族 母と娘（1982年、にっかつ） - 三島
- 夏の秘密（1982年、松竹） - 北林佐吉
- 野獣刑事（1982年、東映） - 喜多
- 凶弾（1982年、松竹） - 警官
- 海峡（1982年、東宝） - 古川亘
- 十階のモスキート（1983年、ATG） - 同僚A
- 逃れの街（1983年、東宝） - 八田
- 唐獅子株式会社（1983年、東映） - 御影池
- 彩り河（1984年、松竹） - 芳野刑事
- 北の螢（1984年、東映） - 留三
- カポネ大いに泣く（1985年、松竹＝松竹富士） - 銀行支配人
- ビー・バップ・ハイスクール（1985年、東映） - 馬場先生
- ユー★ガッタ★チャンス（1985年、東宝） - 本郷一佐
- 幕末青春グラフィティ Ronin 坂本竜馬（1986年、東宝） - 沢村惣之丞
- キクプロス（1986年、にっかつビデオフィルムズ） - 曾根崎ミチオ 役
- 夜汽車（1987年、東映） - 鮫島
- 自由な女神たち（1987年、松竹） - 彦坂梅吉
- 新宿純愛物語（1987年、東映） - 田代
- ドン松五郎の大冒険（1987年、東宝） - 神田刑事
- ゴルフ夜明け前（1987年、東宝） - 三吉慎蔵
- いこかもどろか（1988年、東宝） - 鳴滝
- バカヤロー! 私、怒ってます 第3話「運転する身になれ!」（1988年、松竹） - 林雷造
- 悲しい色やねん（1988年、東映） - 白金律雄
- 香港パラダイス（1990年、東宝） - 塚田刑事
- よるべなき男の仕事 殺し（1991年、アルゴプロジェクト） - 山地
- きらきらひかる（1992年、ヘラルド・エース） - 柿井悟
- とられてたまるか!?（1994年、東宝） - 植木刑事
- ノストラダムス戦慄の啓示（1994年、東映） - 火之迦具土之神
- 菜の花配達便（1996年、パル企画） - 立浪署長
- アナザヘヴン（2000年、松竹） - 大野慎次
- 新しい風 ～若き日の依田勉三～（2004年、松竹） - 蛸造
- 魁!!クロマティ高校 THE★MOVIE（2005年、メディア・スーツ） - 阿藤快（本人役）
- そうかもしれない（2006年、シナジー） - 森田武
- 一万年、後....。（2007年、YYKプロダクション） - 男（初主演作）
- 愛の流刑地（2007年、東宝） - 検事
- 20世紀少年 -第1章-終わりの始まり（2008年8月）
- ホームレスが中学生（2008年10月） - 父親
- トロと旅するTHE MOVIE（2009年4月） - 本人役
- 築城せよ!（2009年、東京テアトル） - 井原勘助 / 猿渡勘鉄斎
- 板尾創路の脱獄王（2010年。角川映画） - 信州第二刑務所所長
- デッドボール（2011年）
- 瀬戸内海賊物語（2014年） - 佃建三
- 土佐の一本釣り（2014年）
- シネマの天使 （2015年） - 大久保[13]

### 舞台
- はんらん狂騒曲（1970年、俳優座劇場）
- ロミオとジュリエット（1974年、日生劇場、蜷川幸雄演出）
- 朝食までいたら（西武劇場、福田陽一郎演出）
- 十二夜（1986年、日生劇場、野田秀樹演出）
- お気に召すまま As You Like It（1990年、銀座セゾン劇場、石坂浩二）
- 奇想天外万事良（1997年、新宿厚生年金ホール・近鉄劇場、本間忠良演出）
- 吉原炎上（1998年、新橋演舞場、鵜山仁演出）
- 仇打ちでござる（1999年、明治座、吉本哲夫演出）
- 腕におぼえあり（2000年、明治座、岡本さとる演出）
- ふる里の風（2009年、牛込箪笥町区民ホール）
- たいこ茶屋殺人事件（2013年1月 浅草橋たいこ茶屋、塩崎智晴 脚本演出）
- たいこ茶屋殺人事件2013夏（2013年8月 浅草橋たいこ茶屋、塩崎智晴 脚本演出）
- 幽霊（2014年、Bunkamura シアターコクーン、森新太郎演出）
- 居酒屋「夢の郷」殺人事件（2014年10月 神田夢の郷、塩崎智晴 脚本演出）
- 居酒屋「夢の郷」殺人事件2015夏（2015年7月 神田夢の郷、塩崎智晴 脚本演出）
- MOTHER マザー〜特攻の母 鳥濱トメ物語〜（2015年、銀河劇場・コラニー文化ホール・愛知芸術劇場・岐阜市文化センター・梅田芸術劇場、藤森一朗演出）
- 阿藤快 追悼公演　居酒屋「夢の郷」殺人事件2016春（2016年3月 神田夢の郷、塩崎智晴 脚本演出）★追悼公演
- 阿藤快 一周忌追悼公演 居酒屋「夢の郷」2017秋物語 〜いつかまた逢える～（2016年10月 神田夢の郷 塩崎智晴 脚本演出）
- 居酒屋「夢の郷」殺人事件2017春 〜阿藤快は死なず〜 “勝者の書いた歴史は真実か？”（2017年3月 神田夢の郷 塩崎智晴 脚本演出）
- 阿藤快 三回忌追悼公演 いつかまた逢える２０１７秋物語 ～熱い想いをこめて～（2017年11月10-15日 笹塚Blue-T 塩崎智晴 脚本演出）
- 阿藤快 七回忌追悼公演 いつかまた逢える ～居酒屋「夢の郷」２０２１秋物語～（2021年9月18-26日 神田夢の郷 塩崎智晴 脚本演出）

### 語り
- おはなしのくに 2018年度（第7回）「おむすびころりん」（2018年7月9日、NHK Eテレ） - 語り[14]

### 吹き替え
- レ・ミゼラブル（1999年、NHK BS2） - ジャン・バルジャン
- 騎馬警官（2001年 - 2003年、NHK BS2） - レイ・ベッキオ

### ラジオ
- JAM JAM 11 → JAM JAM OSAKA 月曜日（ラジオ大阪 1978年 - 1981年）
- あとちゃん・山瀬の歌のギャップ10（ニッポン放送、1996年10月 - 1998年9月）
- NISSANサタデースペシャル 愉快!痛快!阿藤快（静岡放送、毎月1回放送、2003年10月 - 2015年11月）
- DJ Tomoaki's Radio Show!（2009年10月29日、下北FM）
- たまたまエイミーとなんだかなぁー阿藤快のハッピー!RADIO!（ニコニコ公式チャンネル）
- 荻上チキ・Session-22 Session袋とじ「阿藤快さん登場」（TBSラジオ、2013年10月24日）

### バラエティ
- 三枝のドバーッとファイト!!（1983年、毎日放送）
- HONKYとーく（1984年 - 1985年、中京テレビ） - メイン司会でレギュラー出演
- 親子笑劇場電太郎一家（1995年 - 2006年、中国地方4局ブロックネット・製作：テレビ新広島）
- 前略ヒロミ様（1996年、フジテレビ）
- たかじんnoどォ!（1997年 - 1998年、読売テレビ）
- 謎を解け!まさかのミステリー（2003年 - 2006年、日本テレビ） - 不定期で出演
- レディス4（2005年 - 2012年、テレビ東京）
- ためしてガッテン（NHK総合） - 不定期出演
- ぶらり途中下車の旅（日本テレビ） - 不定期で出演、準レギュラー扱い[15]。
- 遠くへ行きたい（日本テレビ） - 不定期で出演
- 土曜スペシャル（テレビ東京） - 不定期で出演。
- モモコのOH!ソレ!み〜よ!（関西テレビ） - 準レギュラー
- 静岡発そこ知り（静岡放送） - 企画により不定期で出演
- ちちんぷいぷい・火曜（MBSテレビ） - 隔週で出演
- ドライブ A GO!GO! （テレビ東京） - 月1回、彦摩呂と出演。
- ツナカッテルかーい!（東北地方6局ブロックネット・製作：宮城テレビ放送、2009年7月 - ） - ナレーション
- 阿藤 快のぶらり“ 快”的うまい旅（2009年7月7日、20:00 - 22:00、BS11、総合演出:塩崎智晴／取材:鎌田裕子） - 阿藤快 初の冠番組
- 中高年のためのらくらくパソコン塾（2010年 - 2011年、NHK教育）- 柴田理恵と共に生徒役で出演
- 二人の食卓 〜ありがとうのレシピ〜（テレビ朝日） - 不定期でリポーターとして出演
- 朝まで湾岸LIVE（テレビ朝日） - 司会

### CM
- ヤマハ発動機「タウニー」（1982年、渡辺貞夫と共演）
- 宝酒造「タカラcanチューハイ」(戦国武将役 1985年)
- フットワーク (1987年)
- チロルチョコ（1988年頃）
- 明星食品チャルメラ(1990年頃)
- 全薬工業「コザック」（1999〜2010年）
- ロート製薬
- 労働省（1999年）
- NHK 秋のゾクゾクキャンペーン
- サントリーフーズ「BOSS」温泉編（2007年）
- 伝承さつまあげ「揚人敏太郎」（鹿児島県ローカル、2007 - 2010年）
- UMIウエルネス「N-アセチルグルコサミン」（2009 - 2013年）
- TOKAI「オタスケマン」（2010 - 2012年）
- 大阪ガス（声、2009年）
- エパゴールド オリエンタルバイオ（2009 - 2013年）
- NHK地デジ（2010年）

### その他
- スネークマンショー『楽しいテレビ』VHS LD DVD
- 阿含の星まつり（KBS京都） - 毎年出演
- 株式会社マジカル 健康事業部「離煙パイプ」イメージキャラクター
- ゆずの体育館ツアー2004『夢の地図』の繋ぎVTRに出演
- BEAT CRUSADERSのアルバム『Epop MAKING 〜Popとの遭遇〜』のCM及び初回特典DVDに出演
- 目覚ましアプリ『阿藤快眠時計 なんだかすてきだなぁ』
- 藍坊主 『ウズラ』 PV

## 書籍
- 阿藤海のスーパー勝利馬券―「一白」の日は的場が走る! 日本文芸社 1998年2月 ISBN 4537026146
- この熱き人たち 文芸社 2000年 ISBN 4835503279
- ぶらり「快」的うまい旅 ソフトバンク新書 2008年4月 ISBN 4797346388
- 阿藤快の商店街ぶらり歩き（講談社ビーシー出版部編集）講談社 2010年4月 ISBN 4063171795

### シングル
- 熱い想いをこめて（2009年）鮎罹とのデュエット